# Kašgarský hřbet
Kašgarský hřbet (rusky Кашгарский хребет) je pohoří v západní Číně, v autonomní oblasti Sin-ťiang, při hranici s Tádžikistánem. Někdy je pokládáno za východní konec Pamíru, někdy za západní výběžek Kchun-lunu. Táhne se v délce asi 100 km mezi řekami Gezdarija a Taškurgan. Nejvyššími horami je Kongur (7719 m) a Muztagh Ata (7546 m). Je budováno převážně rulami, žulami a kvarcity. Kašgarský hřbet se vyznačuje ostrými hřebeny, strmými skalnatými svahy a hlubokými dolinami. Ledovce pokrývají plochu asi 600 km2. Na severu převládají horské stepi, na jihu a východě polopouště a pouště a v údolích řek lužní lesy.